# Wolfgang Rösser

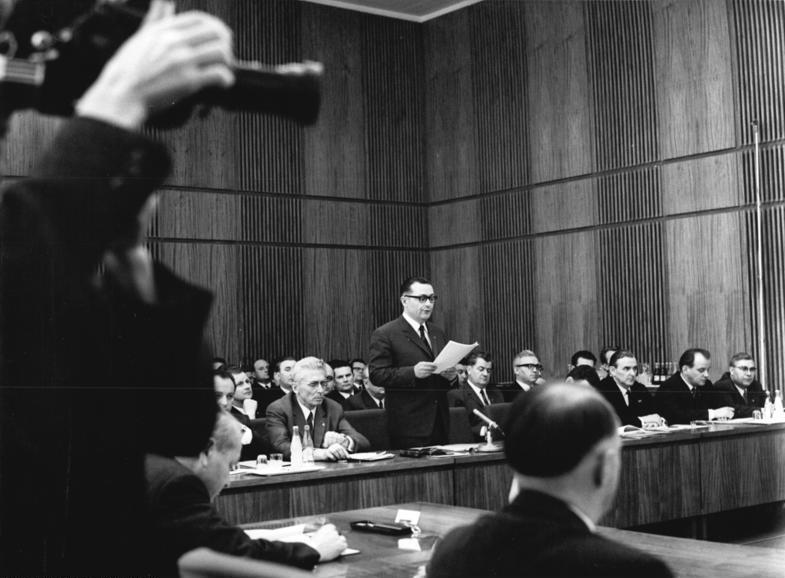
Rösser rechts

Wolfgang Rösser (Berlijn 16 maart 1914 – Zeuthen, 14 mei 2007) was een Oost-Duits politicus.

## Biografie
Zijn vader was een muziekleraar. Rösser bezocht van 1934 tot 1937 het gymnasium en volgde daarna een opleiding tot verzekeringsagent. Tijdens de Tweede Wereldoorlog had hij dienst in de Wehrmacht en bereikte uiteindelijk de rang van majoor. Hij vocht aan het oostfront en werd in 1944 krijgsgevangen genomen door het Rode Leger. Hij bezocht tijdens zijn gevangenschap in de Sovjet-Unie zogenaamde Antifa-Schulen. Later gaf hij er ook les.
Wolfgang Rösser keerde in 1949 naar Duitsland terug en vestigde zich in de Sovjet-bezettingszone (SBZ). In 1950 sloot hij zich aan bij de Nationaal-Democratische Partij van Duitsland (National-Demokratische Partei Deutschlands, NDPD), een Oost-Duitse partij waar veel oud-Wehrmachtofficieren lid van waren. Hij bezocht de partijschool van de NDPD in Waldsieversdorf en studeerde van 1951 tot 1954 politicologie aan de Duitse Academie voor Staats- en Rechtswetenschappen (DASR) Potsdam. Van 1950 tot januari 1990 was hij lid van het Hoofdcomité (Hauptausschuss) van de NDPD. Van 1952 tot 1990 was hij tevens lid van het Presidium van de NDPD. In 1950 werd hij in de Volkskammer gekozen en van 1958 tot 1967 was hij voorzitter van de NDPD-fractie. Als Volkskammer-lid was hij van 1967 tot 1986 voorzitter van de kamercommissie Begrotingen en Financiën en tegelijkertijd lid van het presidium van de Volkskammer. Van 1972 tot 1990 was hij vicevoorzitter van de Vriendschapsvereniging DDR-Latijns-Amerika.
Wolfgang Rösser ging in 1982 met pensioen en bekleedde hierna nog enkele erefuncties binnen de NDPD.
Van zijn hand verschenen enkele geschriften over de integratie van (gezuiverde) voormalige Wehrmacht-militairen en nazi's in de DDR.

## Onderscheidingen
- Vaderlandse Verdienstenorde - 1974